# (35063) 1988 FD
1988 أف دي (ويعرف أيضًا باسم (35063) 1988 أف دي وفق تسمية الكوكب الصغير) (بالإنجليزية: 1988 FD)‏ هو كويكب ضمن حزام الكويكبات؛ وترتيبه 35063 من حيث الاكتشاف.
اكتُشف هذا الجُرم الفلكي بواسطة هيروشي كانيدا في 16 مارس 1988.

## وصلات خارجية
- (35063) 1988 FD في قاعدة بيانات مختبر الدفع النفاث لأجرام النظام الشمسي الصغيرة

- الاكتشاف · مخطط المدار ·  العناصر المدارية · المعلمات المادية

- (35063) 1988 FD على موقع ويكي سكاي: DSS2, SDSS, GALEX, IRAS, Hydrogen α, X-Ray, Astrophoto, Sky Map, Articles and images